# Romance of the Three Kingdoms VII
Romance of the Three Kingdoms VII (三國志VII) est un jeu vidéo de grande stratégie et de stratégie au tour par tour développé et édité par Koei, sorti en 2000 sur Windows, Mac, PlayStation 2 et PlayStation Portable.

## Accueil
- Famitsu : 30/40 (PS1)[1] - 32/40 (PS2)[2]